# 川内倫子
川内 倫子（かわうち りんこ、1972年4月6日 - ）は日本の写真家。日常生活を切り取りつつ、その中にある生と死のもろさを表現する写真を撮る。やわらかく、淡い写真が特徴的。
日常生活を切り取って、その中に見える生と死がテーマのフォトグラファー。

## 経歴
- 1972年、滋賀県五個荘町（現東近江市）生まれ[1]。
- 1993年、成安女子短期大学卒業[1]。卒業後、東京の写真スタジオで勤務[1]。
- 1997年、第9回ひとつぼ展グランプリ受賞[1]。
- 2002年、写真集「うたたね」「花火」などで第27回木村伊兵衛写真賞受賞。同時受賞者として松江泰治がいる。
- 2005年、パリカルティエ財団美術館にて個展を行う。
- 2008年7月、静岡県のヴァンジ彫刻庭園美術館にて個展開催。
- 2009年、ニューヨーク国際写真センターインフィニティアワード新人賞受賞。同時受賞者に志賀理江子。
- 2013年、個展『照度 あめつち 影を見る』で芸術選奨新人賞受賞[2]。第29回東川賞国内作家賞受賞。
- 2018年、歌手の倉木麻衣が出演する京都市の市政CMの映像を担当。

## 主な著作
- 『うたたね』(リトル・モア）- 2001
- 『花火』（リトル・モア）- 2001
- 『blue』（プチグラパブリッシング、映画：『blue』）- 2003
- 『あの頃のこと　Every day as a child』(ソニーマガジンズ、映画：『誰も知らない』) - 2004
- 『AILA』（リトル・モア）- 2004
- 『Cui Cui』（フォイル）- 2005
- 『the eyes, the ears,』 (フォイル) - 2005
- 『りんこ日記』 (フォイル) - 2006
- 『りんこ日記2』 (フォイル) - 2006